# Брауэр, Рассел
Рассел Брауэр (род. 1960) — американский композитор и трехкратный обладатель премии «Эмми». Звукорежиссёр, работавший над мультсериалами «Приключения мультяшек», «Озорные анимашки» и «Бэтмен», а также музыкой к компьютерным играм, включая Joint Operations: Typhoon Rising, World of Warcraft, StarCraft II, Diablo III и Arena of Valor. Ранее он был режиссёром аудио / видео в Blizzard Entertainment, звукорежиссёром / редактором в Warner Bros. Animation и DIC Entertainment, аудиорежиссёром в NovaLogic, а также главным медиадизайнером и музыкальным руководителем в Walt Disney Imagineering.
В 2014 году Рассел Брауэр впервые попал в топ-300 Зала славы Classic FM благодаря «Invincible» из саундтрека к World of Warcraft: Wrath of the Lich King, оказавшейся на 52-й строчке рейтинга.
21 июля 2017 года он объявил, что его должность старшего аудиорежиссера / композитора в Blizzard Entertainment упразднена.

## Работы
- Arena of Valor: The Return of Volkath (2019)
- Delta Force: Black Hawk Down (2003)
- Diablo III[8] (2012)
- Diablo III: Reaper of Souls (2014)
- Dota 2: The International 2019 Music Pack (2019)
- Hearthstone (2014)
- Joint Operations: Typhoon Rising (2004)
- StarCraft II: Wings of Liberty (2010)
- StarCraft II: Heart of the Swarm (2013)
- World of Warcraft: The Burning Crusade (2007)
- World of Warcraft: Wrath of the Lich King[9] (2008)
- World of Warcraft: Cataclysm (2010)
- World of Warcraft: Mists of Pandaria (2012)
- World of Warcraft: Warlords of Draenor (2014)
- World of Warcraft: Legion (2016)